# Quenstedt
Quenstedt este o comună în Saxonia-Anhalt, Germania